# † (álbum)
†, también conocido como Cross, es el primer álbum de estudio del dúo francés de música electro house Justice, publicado en 11 de junio de 2007. Recibió un Platino en el Reino Unido el 13 de marzo de 2009 por la venta de 60,000 copias.

## Producción

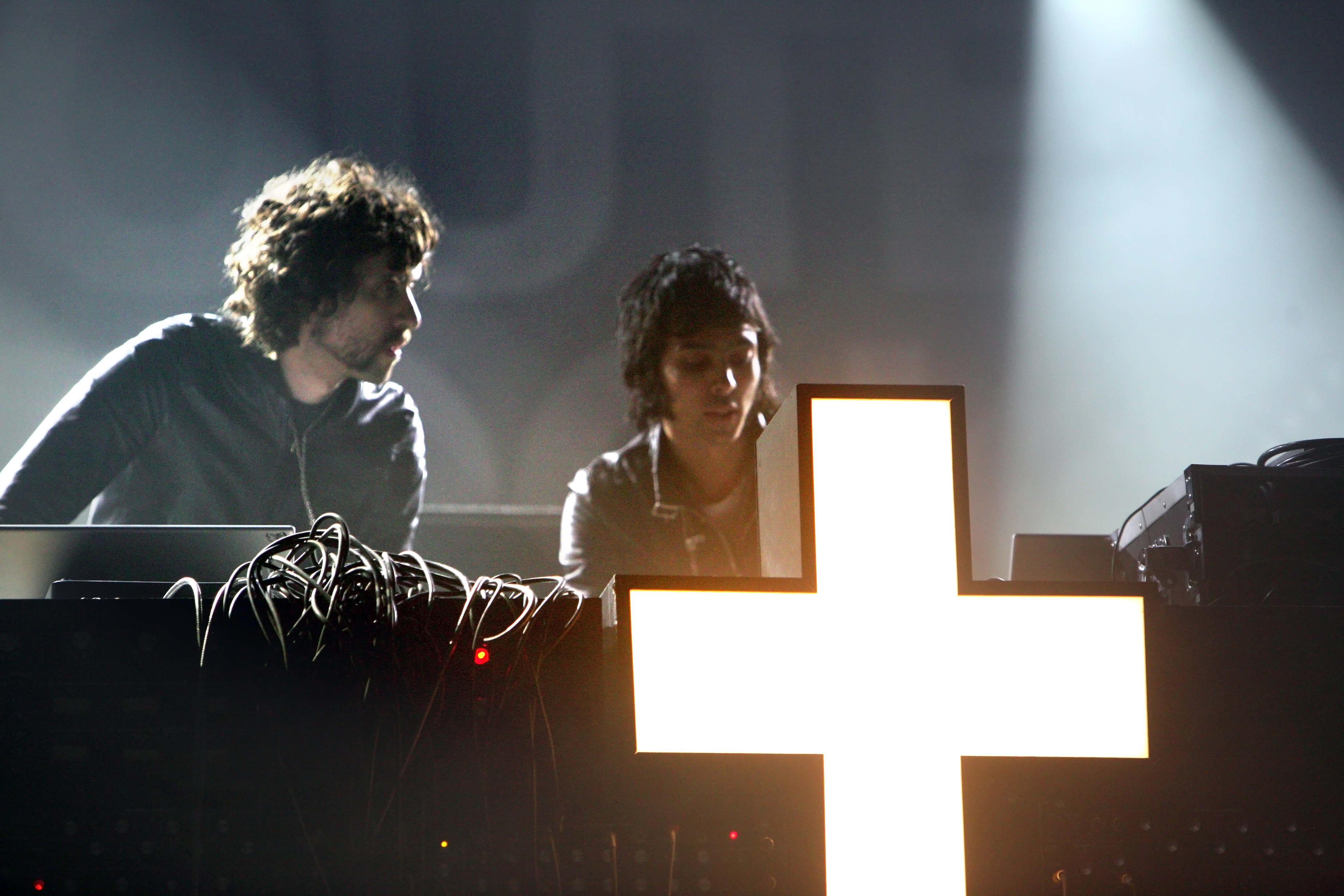
Gaspard Augé y Xavier de Rosnay en París, 2007

El concepto de † es que iba a ser una álbum "ópera-disco". Xavier de Rosnay habló sobre ese concepto:

Nos aferramos a nuestra idea original para hacer un álbum de ópera-disco en 2007, aunque somos conscientes de que algunas canciones no suenan como un disco apropiado si le das la primera escuchada. El mejor ejemplo es la canción "Waters of Nazareth", que no suena a música disco cuando lo escuchas por primera vez. Pero si usted se olvida de que todo se distorsiona, las líneas de bajo son realmente patrones de una música disco.

Muchas canciones fueron publicadas como sencillos después del lanzamiento de †. "Waters of Nazareth" fue el primer sencillo lanzado en 2005 e incluye a "Let There Be Light" como su Lado B. "D.A.N.C.E." fue el segundo sencillo del álbum y fue lanzado el 23 de abril de 2007. El sencillo incluye a "Phantom", el cual también lanzado en el álbum compilatorio Ed Rec Vol. 2 antes de †. "D.A.N.C.E." es una canción dedicada a Michael Jackson.
Hay tres samples confirmados presentes en el disco: "You Make Me Wanna Wiggle" de The Brothers Johnson fue un sample para "Newjack", "Tenebre" por Goblin fue sample para "Phantom" y "Phantom Pt. II", y "Night on Disco Mountain" por David Shire, una versión de "La noche en el Monte Calvo", fue sample de "Stress". Sin embargo, el dúo ha declarado que hay muchos samples en forma de "microsamples" presentes en el álbum en el que el autor de la composición original no reconocería su trabajo como un sample. De Rosnay dijo que hasta 400 álbumes fueron utilizados como material para samples y habló sobre el proceso de microsampleo:

... Hacemos pedacitos pequeños de samples que nadie pueda reconocer.

"Digamos que uso los aplausos de 'In da Club' - ni siquiera 50 Cent se daría cuenta, pero si usted escucha a 'Génesis', la primera pista [de †], hay samples de Slipknot, Queen y 50 Cent, pero son samples tan cortos que nadie puede reconocerlos. Los de Slipknot, por ejemplo, son sólo pequeños fragmentos de la voz.

## Recepción
Al lanzamiento, el álbum fue un éxito en la crítica y público, ganando sobre todo revisiones positivas de los críticos y la creciente popularidad de Justice. Rolling Stone dijo: "Con un montón de melodrama y no un momento de sutileza, Justice definió el nuevo jacques swing". Entró en el puesto 15 en el Top 50 Albums de Pitchfork de la lista 2007, con una revisión: "Cross es un conjunto duro y de un gran instrumentales, sin embargo trata de cruzar su producto con la electrónica y pop. Justice sabe secuenciar un álbum dance para evitar la fricción y el aburrimiento". The Onion's The A.V. Club llamó al álbum: "Un participativo álbum de estudio en contraste y una grabación de una fiesta asesina". Obtuvo un 81 (sobre 100) en Metacritic. El álbum fue nominado en la categoría Mejor Álbum Electrónico/Dance, perdiendo al final contra The Chemical Brothers, Mejor Álbum Dance ("D.A.N.C.E.") y Mejor video musical ("D.A.N.C.E.") en los Premios Grammy 2008. La revista electrónica Pitchfork Media colocó a † en el puesto 107 en su lista musical de 200 álbumes de los años 2000.

## Lista de canciones
1. "Genesis" – 3:54
2. "Let There Be Light" – 4:55
3. "D.A.N.C.E." – 4:02
4. "Newjack" – 3:36
5. "Phantom" – 4:22
6. "Phantom Pt. II" – 3:20
7. "Valentine" – 2:56

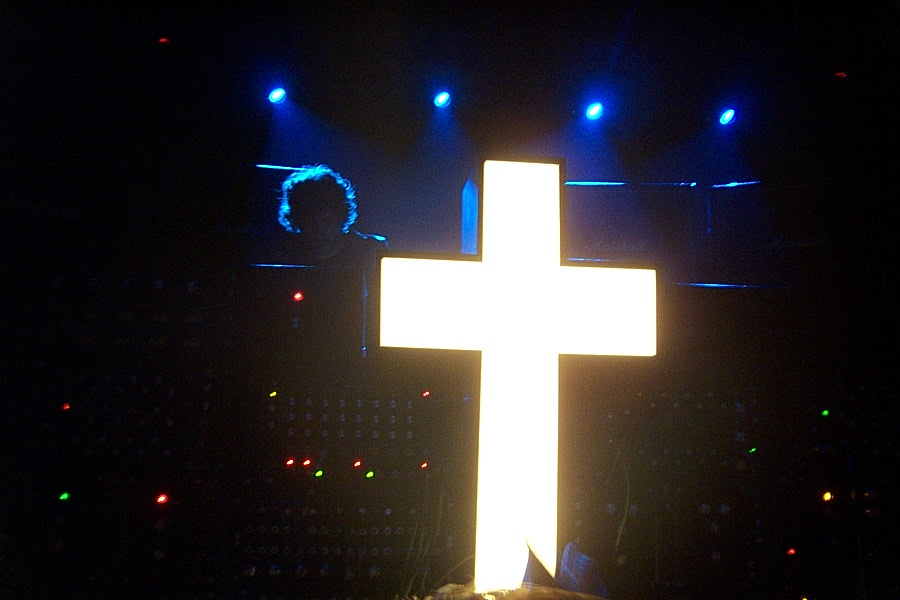
Justice en el club Fabric con la gran cruz iluminada que suele presentarse.

8. "Tthhee Ppaarrttyy" (con Uffie) – 4:03
9. "DVNO" (con Mehdi Pinson) – 3:56
10. "Stress" – 4:58
11. "Waters of Nazareth" – 4:25
12. "One Minute to Midnight" – 3:40

Japan bonus track
1. "D.A.N.C.E." (rehearsal version) – 4:29